# Bưu điện Trung tâm Phnôm Pênh
Bưu điện Trung tâm ở Phnôm Pênh, Campuchia là một tòa nhà được xây dựng từ thời Pháp thuộc và là trụ sở chính trực thuộc hệ thống bưu chính Campuchia.

## Tổng quan
Tòa nhà này khai trương vào năm 1895, do kiến trúc sư và nhà quy hoạch thị trấn người Pháp Daniel Fabre thiết kế. Đây là một trong số những công trình trong khu hành chính của Pháp, tất cả đều được xây dựng theo phong cách giống nhau xung quanh một quảng trường trung tâm. Tòa nhà hành chính bưu điện được đặt tên theo quảng trường gọi là "Place de la Poste".
Bưu điện Trung tâm có cửa sổ vòm kiểu La Mã, các cột có in hoa kiểu Corinth, ban công có lan can và cột, các bức tường và đồ trang trí điêu khắc; tòa nhà được thiết kế theo trường phái kiến trúc tân cổ điển trong bối cảnh Đông Nam Á. Một khu vườn lớn nằm phía trước tòa nhà đã được thay thế vào thập niên 1930 bằng một quảng trường công cộng. Mấy chái nhà ở phía bắc và phía nam được mở rộng trong cùng thời kỳ này. Trong thập niên 1940, một tòa tháp dạng xổm ở trung tâm có mái vòm đã bị dỡ bỏ và thay thế bằng "một dãy loa phóng thanh kỳ dị". Những sửa đổi tiếp theo đối với toàn bộ công trình đã diễn ra xuyên suốt thập niên 1950 và 1960. Cuối cùng vào năm 1991, một tầng được thêm vào mỗi chái nhà và xây cất theo phong cách tương tự như phong cách của công trình nguyên thủy. Kể từ đó, tòa nhà này có hai tầng, với kho lưu trữ ở tầng trệt và văn phòng hành chính dành cho dịch vụ bưu chính Campuchia ở tầng trên. Công trình đạt được hình thức cuối cùng khi việc trùng tu hoàn thành vào năm 2004. Năm 2011, đài BBC đã ca tụng tòa Bưu điện này là "vẻ đẹp sơn màu vàng được vây quanh từ bộ sưu tập đẹp nhất gồm các tòa nhà thời thuộc địa ở Phnôm Pênh."

## Công năng
Tính đến năm 2020, tòa nhà này vẫn được sử dụng làm bưu điện và là văn phòng cho hệ thống bưu chính Campuchia. Tòa nhà đã được sử dụng liên tục từ năm 1895, ngoại trừ một thời gian ngắn dưới thời Khmer Đỏ cầm quyền khi ngân hàng trung ương bị phá hủy, tiền bị cấm và đô thị không có người ở.

## Ảnh hưởng
Có thể thấy Bưu điện Trung tâm trong bộ phim City of Ghosts công chiếu năm 2002.